# Myron Krueger
Myron W. Krueger (* 1942 in Gary, Indiana) ist ein US-amerikanischer Medienkünstler. Er gilt als einer der ersten Wissenschaftler und Künstler, der die Interaktion von Mensch und Maschine als Kunstform definierte und damit wegweisend für die Medienkunst, insbesondere die Interaktive Kunst wurde.

## Leben und Werk
Krueger studierte von 1962 bis 1964 Mathematik am Dartmouth College in New Hampshire und anschließend Computerwissenschaften an der University of Wisconsin.
Seit den 1960er Jahren beschäftigt sich Krueger mit interaktiven (Computer-)Kunstwerken. 1969 arbeitete er zusammen mit Dan Sandin, Jerry Erdman und Richard Venezky an einer computergesteuerten Umgebung namens glowflow, die Licht und Klang miteinander verband und auf Menschen reagierte. Das 1974 hergestellte Werk Videoplace wird als Beginn der Interaktiven Kunst angesehen. Dabei handelt es sich um ein reaktives Echtzeit-System, das noch ohne den Einsatz von Computern funktionierte. Zwei Personen befinden sich in verschiedenen Räumen, in denen jeweils eine Projektionsfläche und eine Videokamera aufgestellt sind. Über ihre projizierten Abbilder können sie in einem „gemeinsamen Raum“ auf der Projektionsfläche kommunizieren.

## Publikationen
- Artificial Reality, 1983 (Dissertation)